# August Kopff
August Kopff, nemški astronom, * 5. februar, 1882, Heidelberg, Nemčija, † 25. april 1960, Heidelberg, Nemčija
Njemu v čast so poimenovali asteroid 1631 Kopff in krater na Luni.

## Delo
Astronom August Kopff je odkril številne komete in asteroide.
Med pomembnejšini kometi je periodični komet 22P/Kopff in neperiodični  komet C/1906 E1.
Med odkritimi asteroidi sta pomembna trojanska asteroida 617 Patroklej (Patroclus) in 624 Hektor.